# Butești (okręg Teleorman)
Butești – wieś w Rumunii, w okręgu Teleorman, w gminie Siliștea. W 2011 roku liczyła 748 mieszkańców.